# Laevichlamys multisquamata
Laevichlamys multisquamata is een tweekleppigensoort uit de familie van de Pectinidae. De wetenschappelijke naam van de soort is voor het eerst geldig gepubliceerd in 1864 door Dunker.